# Eric Miller
Eric Miller (Jacksonville, 15 januari 1993) is een Amerikaans betaald voetballer die uitkomt voor Montreal Impact in de Major League Soccer.

## Clubcarrière
Op 16 januari 2014 werd Miller als vijfde in de MLS SuperDraft 2014 gekozen door Montreal Impact. Hij maakte zijn debuut op 8 maart 2014 tegen FC Dallas. Miller had een succesvol eerste jaar bij de Canadese club met eenentwintig gespeelde competitiewedstrijden, waarvan achttien in de basis.